# 尤基語
尤基語，亦稱為尤金語(Yukian)、烏基語(Ukiah)、烏空隆語(Ukomno'm,)，屬於加州尤基瓦波語系。為北美洲印地安人尤基族的語言，之前的分布地區為加州伊尔河（Eel River）及其上游一帶。在20世紀成為罕用語言。尤基語和瓦波語有語系關連。

## 記數系統
尤基語的计数系統很特別，為8進位。這是因為尤基人利用手指間的指縫來計算。

## 關聯項目
- 尤基族(Yuki people)

## 外部連結
- Yuki at Ethnologue （页面存档备份，存于）
- Northern Yukian language （页面存档备份，存于） overview at the Survey of California and Other Indian Languages
- OLAC resources in and about the Yuki language （页面存档备份，存于）